# Siemensstern

16-strahliger Siemensstern, bestehend aus 16 schwarzen und 16 weißen Segmenten
(als SVG-Vektorgrafik)

Der Siemensstern ist ein Kreis, der in Sektoren von abwechselnden Kontrastfarben (meist Schwarz und Weiß) geteilt ist. Er wird als Testmuster verwendet, um die Qualität optisch abbildender Systeme zu prüfen.
Das Muster wurde von der Siemens & Halske AG (heute Siemens AG) in den 1930er Jahren zur Prüfung von Objektiven von Siemens-Schmalfilmkameras entwickelt.

## Funktion
Theoretisch enthält der Siemensstern beliebig hohe Ortsfrequenzen (zur Mitte hin steigend) in allen Orientierungsrichtungen. Durch die gegebenen Auflösungslimitierungen aller optisch abbildenden Systeme kann dieses Muster in der Praxis niemals perfekt wiedergegeben werden. Entsprechend der Modulationsübertragungsfunktion (MTF) des Systems nimmt die Modulationstiefe zur Mitte des Siemensstern hin ab, um schließlich in einen grauen Kreis, den Grauring, überzugehen. Die Größe des Grauringes zeigt das Auflösungsvermögen eines optischen Ausgabegerätes oder bestimmt den optimalen Fokus eines optisch abbildenden Systems.

## Aufbau
Ein {\displaystyle n}-strahliger Siemensstern besteht aus radial von einem Mittelpunkt ausgehenden {\displaystyle n} weißen und {\displaystyle n} schwarzen Sektoren, die jeweils einen Winkel von {\displaystyle 180^{\circ }\!/n} abdecken. In Entfernung {\displaystyle d/2} vom Mittelpunkt auf einem Kreis des Umfangs {\displaystyle \pi \cdot d} sind somit {\displaystyle 2\cdot n} Sektoren verteilt, die eine laterale Größe von
{\displaystyle l={\frac {\pi \cdot d}{2\cdot n}}}
mit rechteckförmiger Modulation aufweisen. Kann diese gerade noch aufgelöst werden, dann entspricht diese laterale Größe der Auflösung. Diese kann richtungsabhängig sein, was am Siemensstern anschaulich zu sehen ist.

### Modifikationen

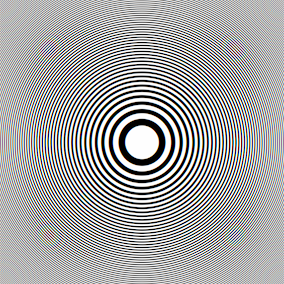
Newtonsche Ringe als Testtarget zum Bestimmen der Auflösung

- Die Sektoren können bis zum Rand der Testtafel gehen.
- Statt einer rechteckförmigen kann eine sinusoide Helligkeitsmodulation verwendet werden.
- Eine Testtafel kann statt einem großen Siemensstern mehrere kleine Siemenssterne enthalten, um an mehreren Stellen das Auflösungsvermögen zu testen.
- Weiterhin findet man auf vielen komplexeren Testtafeln Siemenssterne als Bestandteile.
- Statt Speichen kann man Ringe benutzen. Die Ablesbarkeit insbesondere höherer Ortsfrequenzen verbessert sich.

### Beispiel

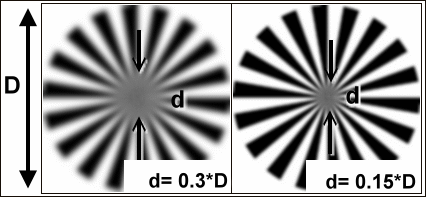
Aufnahmen eines 18-strahligen Siemenssterns durch zwei optische Instrumente mit unterschiedlichem Auflösungsvermögen.
Der graue Kreis in der Mitte ist unterschiedlich groß.

Die Abbildung zeigt Aufnahmen eines 18-strahligen Siemenssterns durch zwei optische Instrumente mit unterschiedlichem Auflösungsvermögen.
Der graue Kreis hat im linken Teilbild einen Durchmesser von {\displaystyle d=0{,}30\cdot D}, im rechten von {\displaystyle d=0{,}15\cdot D} der Bildgröße D.
Daraus folgt für das Auflösungsvermögen:
 ● Teilbild links:    {\displaystyle l={\frac {\pi \cdot 0{,}30\cdot D}{2\cdot 18}}\approx 0{,}026\cdot D}
 ● Teilbild rechts: {\displaystyle l={\frac {\pi \cdot 0{,}15\cdot D}{2\cdot 18}}\approx 0{,}013\cdot D}
Ist das Bild 100 mm groß, löst das optische Instrument des linken Teilbildes 2,6 mm, das des rechten 1,3 mm auf.

### Scheinauflösung abtastender Abbildung
- dunkler Kern: Berechnung in einem nichtlinearen, gammvaverzerrten Raum durchgeführt
- unregelmäßige Strukturen im Kern: Fehlender Aliasingfilter

Bei Abbildung des Siemensstern durch klassische analoge, d. h. nichtabtastende Abbildung entstehen keinerlei Artefakte. Die Modulationstiefe nimmt mit Nähe zum Mittelpunkt durch die zunehmende Ortsfrequenz und die mit dieser abnehmenden Amplitude der  Modulationsübertragungsfunktion ab.
Bei digitalen, d. h. abtastenden Abbildungen entstehen bei Verletzung des Abtasttheorems Aliasing-Artefakte,
die am Siemensstern, einem für diese Artefakte extrem kritischen Motiv, sehr einfach zu erkennen sind.
Dabei entstehen radiale Muster um den Mittelpunkt mit "falschen" Ortsfrequenzen. Durch das meist richtungsabhängige Auflösungsvermögen des abbildenden Systems entstehen charakteristische, komplexere Muster.

### Effekte bei visueller Betrachtung
Das effektive Auflösungsvermögen des Auges wird durch die Mikrosakkaden des Auges sowie durch Kopfbewegungen im Bereich von hundert Millisekunden richtungsabhängig moduliert. Die Größe und Form des Grauringes ist deswegen scheinbar in dauernder Bewegung.

## Böhlerstern
Zum Test von Laserscannern wurde der Siemensstern als Böhlerstern in die dritte Dimension übertragen.